# باشگاه فوتبال رئال اویدو
باشگاه فوتبال رئال اویدو (اسپانیایی: Real Oviedo‎) یک باشگاه فوتبال در شهر ابیدو، اسپانیا است.
این باشگاه که در سال ۱۹۲۶ تأسیس شده سابقه ۵ قهرمانی در لیگ سگوندا دیویسیون را در کارنامه دارد.